# Peredbirea, Iavoriv
Peredbirea (în ucraineană Передбір'я) este un sat în așezarea urbană Krakoveț din raionul Iavoriv, regiunea Liov, Ucraina.

## Demografie
Componența lingvistică a localității Peredbirea
     Ucraineană (100%)
Conform recensământului din 2001, toată populația localității Peredbirea era vorbitoare de ucraineană (100%).